# Конуэй, Шон

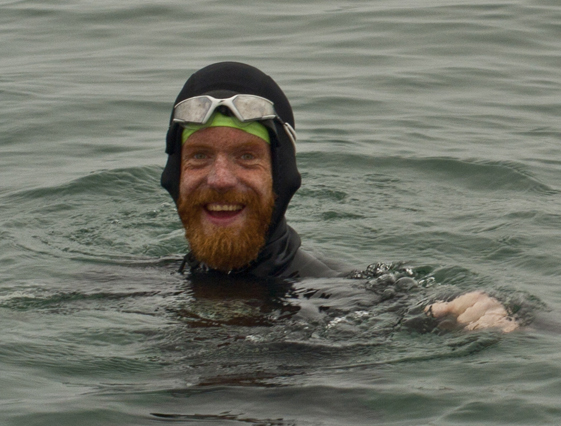

Шон Ко́нуэй (англ. Sean Conway; р. 6 апреля 1981, Хараре, Зимбабве) — британский спортсмен-любитель, ультрамарафонец, пловец и велосипедист, фотограф, оратор и писатель. Стал первым человеком, обогнувшим вплавь Великобританию — от мыса Лендс-Энд на юго-западе до Джон-о’Гроутс, самой северной деревни на острове, проехал на велосипеде и пробежал Соединенное Королевство по всей длине.

## Биография
Конуэй родился в столице Зимбабве Хараре, ныне проживает в городе Челтнем. Работает фотографом и мотивационным оратором.

## Плавание
30 июня 2013 года Конуэй начал своё плавание от мыса Лендс-Энд на юго-западе Великобритании до Джон-о’Гротс на севере, плывя вдоль западного побережья Великобритании и восточного побережья Ирландии. Он завершил своё плавание 11 ноября, став первым человеком, совершившим подобное, проплыв 1400 км за 135 дней, 90 из которых он провел в воде, в остальные же не мог плыть из-за приливов или плохой погоды или отдыхая, иногда на берегу, а иногда и на сопровождающей его в ходе плавания яхте. Перед плаванием он отрастил густую бороду, которая защитила бы его лицо от возможных ужаливаний медуз.
Деньги, полученные им за его плавание, он передал в фонд благотворительной организации War Child. Плавание Конуэя освещалось ведущими мировыми средствами массовой информации.